# Abu-Mansur Daqiqi
Abu Mansur Muhammad Ibn Ahmad Daqiqi Balkhi (935/942-976/980), (en persan أبو منصور محمد بن احمد دقیقی) parfois appelé Daqiqi (également Dakiki, Daghighi, persan : دقیقی) est un panégyriste iranien ayant vécu en Transoxiane à l'époque de la dynastie samanide (Xe siècle).
Daqiqi fut chargé par le prince Mansur Ier de mettre en prose l'antique Shâh Nâmeh (Livre des Rois persan), qui venait d'être compilé en prose (961) par quatre érudits de Tous (Khorassan). Sa mort prématurée (assassinat probable par l'un de ses esclaves) l'empêcha de terminer son œuvre, qui fut reprise par Firdusi.